# Operativo Neza
El Operativo Conjunto Neza fue un operativo policiaco-militar que llevó a cabo la SSPF, la SEDENA y el Gobierno del Estado de México, a partir del 21 de septiembre al 4 de noviembre de 2012, en el municipio mexiquense de Nezahualcóyotl para combatir las células delincuenciales establecidas.